# HI Возничего
HI Возничего (лат. HI Aurigae) — одиночная звезда в созвездии Возничего на расстоянии (вычисленном из значения параллакса) приблизительно 6119 световых лет (около 1876 парсеков) от Солнца. Видимая звёздная величина звезды — +10,8m.

## Характеристики
HI Возничего — красный гигант, углеродная звезда спектрального класса C. Радиус — около 86,03 солнечных, светимость — около 811,658 солнечных. Эффективная температура — около 3322 К. Ранее считалась переменной звездой, но дальнейшие наблюдения переменности не подтвердили.